# 縱紋鋸齒鯡
縱紋鋸齒鯡為輻鰭魚綱鲱形目鲱科的其中一種，分布於亞洲印尼及泰國淡水流域，體長可達9公分，棲息在淡水溪流、湖泊，成群活動，以浮游生物為食，可做為食用魚。

## 擴展閱讀
維基物種上的相關：縱紋鋸齒鯡